# Faculdade de Desenvolvimento do Rio Grande do Sul
A Faculdade de Desenvolvimento do Rio Grande do Sul (FADERGS) é uma instituição privada de ensino superior, ligada ao Ecossistema Ânima e sediada em Porto Alegre. Em 2016, a Fadergs foi avaliada com nota máxima (5) pela comissão de Recredenciamento Institucional do Ministério da Educação e também possui nota 4 (numa escala de 1 a 5) no Índice Geral de Cursos (IGC) - grau considerado de alto desempenho pelo MEC.
Possui 1 campi e conta com mais de 30 cursos de graduação entre bacharelados e tecnólogos (com formação a partir de dois anos), além de diversas opções de pós-graduações nas áreas de Direito, Negócios e Saúde. Oferece ainda programas e serviços de intercâmbio com as mais de 80 instituições de ensino dos 28 países que integram a rede internacional.
Sua principal proposta é de ampliar o acesso ao ensino de qualidade, com metodologia voltada para empregabilidade e desenvolvimento de competências profissionais importantes para a carreira e profissão, como o empreendedorismo.

## História
Em 2020, o centro universitário encerrou a oferta dos cursos da área da comunicação, sendo os estudantes ativos transferidos para a UniRitter. No mesmo ano encerrou suas atividades nos campus Zona Norte e Andradas, permanecendo apenas no campus Galeria Luza.
Sua mantenedora, Laureate International Universities anunciou no segundo semestre de 2020 a venda de seus ativos no Brasil. Desde então, a FADERGS passa a ser um centro universitário pertencente a Ânima Educação, que comprou as faculdades da Laureate no Brasil. 

## Faculdades
- Administração
- Análise e Desenvolvimento de Sistemas
- Ciência da Computação
- Ciências Contábeis
- Ciências Econômicas
- Comércio Exterior
- Design de Interiores
- Design Gráfico
- Direito
- Educação Física
- Enfermagem
- Estética (bacharelado)
- Estética e Cosmética (tecnólogo)
- Fisioterapia
- Fotografia
- Gestão Comercial
- Gestão da Qualidade
- Gestão de Recursos Humanos
- Gestão Financeira
- Gestão Hospitalar
- Gestão Pública
- Jogos Digitais
- Logística
- Marketing
- Nutrição
- Processos Gerenciais
- Produção Multimídia
- Psicologia
- Redes de Computadores
- Serviço Social
- Serviços Penais
- Sistemas para a Internet